# Andrea Corr
Andrea Jane Corr, née le 17 mai 1974 à Dundalk, est une chanteuse irlandaise. Elle fait partie du groupe irlandais The Corrs depuis le début des années 1990 (période à laquelle le groupe se forme). Elle joue du tin whistle (flûte traditionnelle irlandaise) et du piano, même si on la voit rarement en jouer, ainsi que du ukulélé. Outre sa carrière de chanteuse, Andrea a tourné quelques films et a joué dans deux pièces de théâtre (Dancing at Lughnasa en 2009 et Jane Eyre). Après une pause musicale avec sa famille, elle décide de sortir deux albums solo, Ten Feet High en 2007 et Lifelines en 2011. 

## Biographie
Andrea Corr, née à Dundalk en Irlande dans le comté de Louth, est la fille de Jean et Gerry Corr, d'anciens musiciens. Elle a deux sœurs (Caroline, née en 1973 et Sharon, née en 1970) et un frère (Jim, né en 1964). Avec son 1,55 m, elle est la plus petite de la fratrie.
Comme ses aînés, Andrea apprend très tôt à jouer du piano. Ceux-ci pratiquant également un second instrument, elle a alors envie de faire de même. On lui offre donc une tin whistle. Là encore, l'apprentissage est très rapide. La famille remarque vite qu'Andrea a une très belle voix et c'est donc elle qui devient la chanteuse du groupe au moment de sa formation.
Andrea passe une enfance sans histoire. Comme ses sœurs, elle étudie au couvent de Dun Lughaidh (où elle est considérée comme l'une des meilleures élèves de sa classe). Elle étudie notamment le français, qu'elle parle couramment, car elle trouve cette langue belle.
Andrea a écrit une bonne partie des textes des chansons de The Corrs.

## Sa carrière au cinéma
En 1990, les quatre frères et sœurs passent une audition pour le film Les Commitments d'Alan Parker. Seule Andrea est retenue pour un second rôle (celui de la petite sœur du personnage principal). Les autres n'ont que des rôles de figuration. Quelques années plus tard, en 1996, Andrea fait une apparition dans le film musical Evita du même réalisateur, mais c'est en 2002 qu'elle obtient son premier grand rôle dans The Boys and Girl From County Clare. S'ensuivent deux autres rôles principaux dans le court-métrage The Bridge (2005) et le film Broken Thread (2006).

## Sa carrière solo

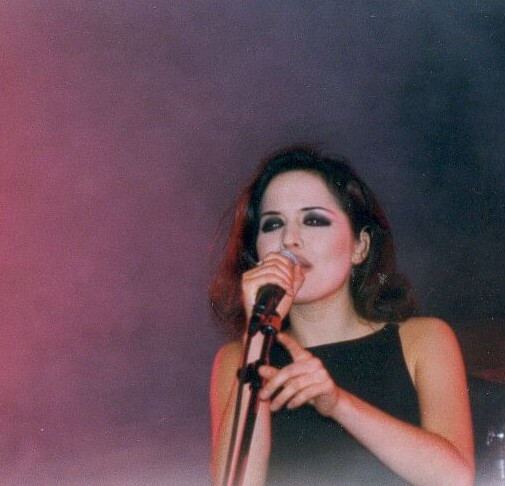
Andrea Corr (The Corrs) concert à Paris vers 1997 par Claude-Étienne Armingaud

En 2006, Andrea profite d'une pause du groupe (son frère et ses sœurs ayant une vie familiale très chargée) pour enregistrer un premier album solo, produit par Nellee Hooper et Bono, le chanteur du groupe U2. Le site officiel du groupe The Corrs officialise la sortie de l'album qui se nomme Ten Feet High. Le single Shame On You sort le 18 juin et l'album sort le 25 juin au Royaume-Uni et en France, le 22 juin en Allemagne et en Suisse, le 27 août au Japon et le 28 août en Espagne.
Malgré un manque de promotion dans plusieurs pays, l'album parvient à entrer dans le Top 100 en Allemagne, en Irlande, au Royaume-Uni et en Suisse. En France, l'album est entré pour sa première semaine d'exploitation à la 128e place. Une semaine plus tard l'album quittait déjà le Top malgré de bonnes critiques des acheteurs. Le 2e single sorti est Champagne From a Straw.
Le 6 juin 2011 sort son dernier album Lifelines constitué de reprises de chansons ayant compté dans sa vie. Le premier single est Tinseltown in the rain, une reprise du groupe The Blue Nile. 

## Sa vie privée
Andrea a été élue femme la plus sexy d'Irlande en 1999 et 2005[réf. souhaitée].
De 2001 jusqu'à 2002, Andrea eut quelques relations notamment avec Giles Baxendale, le manager de Charlotte Church. Puis en 2003, elle rencontre, sur le tournage du film The Boys and Girl from County Clare (en), Shaun Evans, un acteur britannique, mais le couple se sépare en 2006.
Depuis début 2007, Andrea partage sa vie privée avec Brett Desmond, le fils du millionnaire irlandais Dermot Desmond, principal actionnaire du club de football du Celtic Glasgow. Brett et Andrea se sont fiancés le 25 décembre 2008 et se sont mariés le 21 août 2009.
Le samedi 28 avril 2012, il est annoncé via Twitter qu'Andrea a donné naissance à une petite fille prénommée Jean en souvenir de sa mère.
Le mardi 7 janvier 2014, la page Facebook « The Corrs - Official page » annonce la naissance du deuxième enfant d'Andrea — un petit garçon prénommé Brett — arrivé au monde le 4 janvier 2014 à 11 h du matin.
Le 17 octobre 2019, Andrea sort ses mémoires intitulés "Barefoot Pilgrimage". Elle y évoque des anecdotes, des souvenirs d'enfance avec ses frères et sœurs, des secrets de famille. On y apprend également ses fausses couches qui ont été une épreuve dans son parcours vers la maternité.

## Discographie

### avec le groupeThe Corrs

#### Albums
- 1995: Forgiven, Not Forgotten
- 1997: Talk on Corners
- 2000: In Blue
- 2004: Borrowed Heaven
- 2005: Home
- 2015: White Light
- 2017: Jupiter Calling

#### Compilations et remix d'albums
- 2001: Best of The Corrs
- 2006: Dreams: The Ultimate Corrs Collection
- 2007: The Works

#### Albums live
- 1997: Live
- 1999: The Corrs Unplugged
- 2002: VH1 Presents: The Corrs, Live in Dublin

### Carrière solo
- 2007 : Ten Feet High
- 2011 : Lifelines
- 2022 : The Christmas Album

## Filmographie
| Année | Film                                | Rôle                    | Remarques                       |
| ----- | ----------------------------------- | ----------------------- | ------------------------------- |
| 1991  | Les Commitments                     | Sharon Rabbitte         |                                 |
| 1996  | Evita                               | maîtresse de Juan Perón |                                 |
| 1998  | Excalibur, l'épée magique           | voix de Kayley          | Quest For Camelot, dessin animé |
| 2003  | The Boys and Girl From County Clare | Anne Bradley            |                                 |
| 2005  | The Bridge                          | Mary                    | Court-métrage                   |
| 2006  | Broken Thread                       | Lily                    |                                 |
| 2006  | Knife Edge                          | Emma                    | Andrea aurait abandonné ce rôle |
| 2008  | Pictures                            | Donna                   |                                 |